# Immetalia meeki
Immetalia meeki är en fjärilsart som beskrevs av Rothschild 1896. Immetalia meeki ingår i släktet Immetalia och familjen nattflyn. Inga underarter finns listade i Catalogue of Life.